# Kawałek po kawałku
Kawałek po kawałku – drugi album muzyczny grupy Goya z roku 2003. Promowały go trzy single: Będę się starać, Jeśli będę taka oraz piosenka tytułowa Kawałek po kawałku.

## Lista utworów
1. "Jeśli będę taka"
2. "Kawałek po kawałku"
3. "Będę się starać"
4. "Łatwo mówić „Śmiej się”"
5. "Smells Like Teen Spirit"
6. "Było tak i będzie"
7. "Sam na sam"
8. "Niedziela"
9. "Niespodzianka 2002"
10. "Tęsknota"
11. "Tak się czuję"
12. "Dobrze jest jak jest"
13. "Czy nie czujesz żalu"

### Reedycja
Płyta doczekała się reedycji. Na początku roku 2004 zespół wydał płytę Kawałek po kawałku - edycja specjalna, która zawierała dodatkowo:
1. "Mimo wszystko"
2. "Badź tam gdzie nasze miejsce"
3. "The time i get"
4. "All my senses"

oraz videoclipy do "Jeśli będę taka" i "All my senses"